# 多拉·拉祖尔金娜
多拉·阿布拉莫夫娜·拉祖尔金娜（俄语：До́ра Абра́мовна Лазу́ркина，1884年4月24日（5月6日）—1974年1月24日），犹太裔，是苏联的老布尔什维克，曾在谢尔盖·米罗诺维奇·基洛夫身边工作。1937年被捕开除党籍，1955年获得平反。是尼基塔·谢尔盖耶维奇·赫鲁晓夫去斯大林化的积极支持者。